# Вілюй (селище)
Вілю́й (рос. Вилюй) — селище у складі Горноуральського міського округу Свердловської області.
Населення — 129 осіб (2010, 135 у 2002).
Національний склад станом на 2002 рік: росіяни — 73 %.